# Nie chcę litości
Nie chcę litości – dwunasty singel zespołu Lady Pank, został wydany na płycie CD. Singel ten promował album Międzyzdroje. Muzyka została skomponowana przez Jana Borysewicza, a autorem tekstu jest Janusz Panasewicz.

## Skład zespołu
- Jan Borysewicz – gitara solowa
- Janusz Panasewicz – śpiew
- Kuba Jabłoński – perkusja
- Krzysztof Kieliszkiewicz – bas
- Andrzej Łabędzki – gitara